# ダニエル・ピュータス
ダニエル・ピュータス（Daniel Puertas Gallardo、1992年12月1日 - ）は、スペインのキックボクサー。アンダルシア州マラガ出身。ISKA世界2階級制覇王者

## 来歴
2015年5月10日、Shock Wave 5でアンソニー・ファーガソンとISKA世界60kg級タイトルマッチで対戦し、1RKOで勝利して王座獲得に成功した。
2015年7月1日、ペットブーンチュー・ソー・ソンマイとムエタイルール対戦。
ラジャダムナン・スタジアムスーパーライト級王座、ルンピニー・スタジアムライト級王座を含めムエタイ14冠を達成したこともあるペットブンチューに対し、判定まで持ち込んだが敗れた。
2016年3月5日、MFC 4でカリム・ベノーイと61kg契約で対戦し判定負け。
2016年10月29日、KO Fighters 2でセルジオ・ヴィールセンと60kg契約で対戦し判定勝ち。
2017年6月10日、Partouche Kickboxing Tourでイェトキン・オズクルと63kg契約で再戦。判定勝ちでリベンジに成功した。
2018年5月13日、Kunlun Fightにおいて行われた61.5kg級トーナメントに参戦した。1回戦でジャオ・ダオボに判定勝ち、準決勝でワン・ウェンフェンに負け。ベスト4に終わった。
2018年9月24日、K-1 WORLD GP 2018 JAPAN ～初代クルーザー級王座決定トーナメント～において、武尊とスーパーフェザー級契約で対戦し1RKO負け。
2019年9月29日、武林風で行われた-60kgトーナメントに参戦。1回戦でジェン・ジュンフェンに判定勝ち、決勝でピッタヤーに1RTKO勝ちして優勝した。

## 戦績
| キックボクシング 戦績 | キックボクシング 戦績 | キックボクシング 戦績 | キックボクシング 戦績 | キックボクシング 戦績 | キックボクシング 戦績 | キックボクシング 戦績 |
| --------------------- | --------------------- | --------------------- | --------------------- | --------------------- | --------------------- | --------------------- |
| 45 試合               | (T)KO                 | 判定                  | その他                | 引き分け              | 無効試合              |                       |
| 36 勝                 | 12                    | 24                    | 0                     | 0                     | 0                     |                       |
| 9 敗                  |                       |                       | 0                     | 0                     | 0                     |                       |

| 勝敗 | 対戦相手                             | 試合結果                     | 大会名                                                           | 開催年月日     |
| ○    | ピッタヤー                           | 1R TKO                       | Wu Lin Feng -60kg Contender Tournament, Final                    | 2019年9月29日  |
| ○    | ジェン・ジュンフェン                 | 3R終了 判定3-0               | Wu Lin Feng -60kg Contender Tournament, Semi Finals              | 2019年9月29日  |
| ○    | Filippos Petaroudis                  | 2R TKO（レフェリーストップ） | Empire League Team II                                            | 2019年4月6日   |
| ×    | ヤニック・レーヌ                     | 3R終了 判定0-3               | Nuit Des Gladiateurs 10                                          | 2019年1月19日  |
| ×    | エディ・ネイト・スリマニ             | 3R終了 判定0-3               | Nuit Des Champions                                               | 2018年11月24日 |
| ×    | 武尊                                 | 1R 2:09 KO（パンチ連打）     | K-1 WORLD GP 2018 JAPAN ～初代クルーザー級王座決定トーナメント～ | 2018年9月24日  |
| ×    | ワン・ウェンフェン                   | 3R終了 判定0-3               | Kunlun Fight 74 World -61.5kg Tournament, Semi Finals            | 2018年5月13日  |
| ○    | ジャオ・ダオボ                       | 3R終了 判定3-0               | Kunlun Fight 74 World -61.5kg Tournament, Quarter Finals         | 2018年5月13日  |
| ○    | セドリック・カスターニャ             | 3R TKO（ローキック）         | Nuit Des Champions 【ISKA世界65kg級タイトルマッチ】              | 2018年2月24日  |
| ○    | センチャイ・PKセンチャイムエタイジム | 5R終了 判定2-0               | W5 #42: "European League" 【W5欧州65kg級タイトルマッチ】         | 2017年11月11日 |

## 獲得タイトル
- ISKA世界65kg級王座
- ISKA世界59kg級王座
- WLF世界60kg級王座
- W5欧州65kg級王座